# Вікнинська сільська рада (Білогірський район)
Ві́книнська сільська́ ра́да — колишня адміністративно-територіальна одиниця та орган місцевого самоврядування в ліквідованому Білогірському районі Хмельницької області. Адміністративний центр — село Вікнини. У 2020 році рада приєднана до складу Білогірської селищної громади.

## Загальні відомості
Вікнинська сільська рада утворена в 1921 році.
- Територія ради: 19,028 км²
- Населення ради: 465 осіб (станом на 1 січня 2011 року)
- Середня щільність населення: 24,44 осіб/км²

## Географія
Територією сільської ради, із північного заходу на південний схід, протікає невеличка річка Бензюрівка (~15 км), ліва притока річки Горинь.

## Населені пункти
Сільській раді підпорядковані населені пункти:
- с. Вікнини
- с. Дзвінки
- с. Надишень

## Населення
Зміна чисельності населення за даними переписів і щорічних оцінок:
| Роки      | 1986 | 2001 | 2010 | 2011 |
| --------- | ---- | ---- | ---- | ---- |
| Населення | 680  | ▼482 | ▼466 | ▼465 |

## Господарська діяльність
Основним видом господарської діяльності населених пунктів сільської ради є сільськогосподарське виробництво. Воно складається із індивідуальних господарств. Основним видом сільськогосподарської діяльності є вирощування зернових і технічних культур, виробництво м'ясо-молочної продукції; допоміжним — вирощування овочевих культур.
На території сільради працює магазин, одна загально-освітня школа, вікнинське поштове відділення, будинок культури, ФАП.

## Автошляхи
На території сільської ради протяжність автомобільних шляхів із асфальтовим покриттям становить всього 0,4 км. Між селами Вікники — Надишень — Залужжя, прокладена ділянка автошляху (~7 км) із твердим (щебеневим) покриттям.